# 1980 en littérature
| Années de la littérature : 1977 - 1978 - 1979 - 1980 - 1981 - 1982 - 1983    |
| Décennies de la littérature : 1950 - 1960 - 1970 - 1980 - 1990 - 2000 - 2010 |

Cet article présente les faits marquants de l'année 1980 en littérature.

## Événements
- 6 mars : Marguerite Yourcenar est la première femme élue à l'Académie française.
- Les éditions des femmes, sous l'impulsion de leur fondatrice Antoinette Fouque, créent la première collection française de livres audios : d'abord nommée « Écrire, entendre », elle prend l'année suivante son nom définitif, « La Bibliothèque des voix ».

## Presse
- Mai : Parution du premier numéro de la revue Le Débat. Politique, histoire, société. Directeur : Pierre Nora. Rédaction : Marcel Gauchet et Krzysztof Pomian.

## Parutions
- Usurpation d'identité de Boileau-Narcejac. Recueil de nouvelles policières.

### Biographies
- Philippe Ariès, en collaboration avec M. Winock : Un historien du dimanche, éd. Le Seuil. L'itinéraire d'un historien doublement marginal par son appartenance politique à l'Action française et sa non-appartenance à l'Université.
- Henri Calef, Jean Moulin, une vie, éd. Plon.
- Edmond Jouhaud, Youssouf, esclave, mamelouk et général de l’Armée d’Afrique, Robert Laffont

### Essais
- Élisabeth Badinter : L’Amour en plus (octobre).
- Roland Barthes : La Chambre claire. Note sur la photographie, éd. Gallimard / Le Seuil / Les Cahiers du Cinéma (janvier).
- Fernand Braudel : Civilisation matérielle, économie et capitalisme XVe, XVIIe siècles, 3 vol., éd. A. Colin (janvier). Reprise et amplification d'un livre publié en 1967 qui ramène l'un des organisateurs du renouveau des études historiques en France après la guerre au premier plan de la scène intellectuelle.
- Coordination des Groupes Autonomes d'Espagne, Appels de la Prison de Ségovie, Champ libre.
- Rémy Chauvin, Secrets des portulans ou les cartes de l’inconnu, éd. France-Empire.
- Gilles Deleuze et Félix Guattari : Mille plateaux. Capitalisme et schizophrénie II (octobre).
- Jacques Derrida : La Carte postale, éd. Flammarion (février).
- Jean Dutourd, Le Bonheur et autres idées, éd. Flammarion.
- Marcel Gauchet et Gladys Swain : La pratique de l’esprit humain, éd. Gallimard (14 avril).
- Baltasar Gracián, L'Homme universel, Éditions Champ libre.
- Julien Gracq : En lisant en écrivant
- Jean-Edern Hallier : Fin de siècle
- Marguerite Yourcenar : Mishima ou la Vision du vide, Gallimard (12 décembre).

### Histoire
- Philippe Robrieux : Histoire intérieure du PCF (octobre).

### Poésie
- Matilde Camus : poète espagnole publie Perfiles ("Profiles").
- Jorge Manrique, Stances sur la mort de son père, traduit du castillan par Guy Debord, édition bilingue, Éditions Champ libre.
- Jacques Prévert, Soleil de nuit, recueil posthume, textes établis et rassemblés par Arnaud Laster; avec le concours de Janine Prévert, coll.Blanche, Gallimard, 1980.
- Renaud, Sans zikmu, Champ libre.

### Publications
- Patrick Cauvin (avec Michel Guiré-Vaka) : Le mois de mai de monsieur Dobichon.
- B. Janin : Chanousia, le jardin alpin du Petit-Saint-Bernard, entre Vanoise et Grand Paradis, éd. Musumeci, Val d'Aoste.
- Jean-Marie Pelt : Les Plantes : amours et civilisations végétales, éd. Fayard.

### Romans

#### Auteurs francophones
- Mariana Ba (sénégalaise): Une si longue lettre.
- François-Régis Bastide (avec Willi Glasauer): Les Adieux.
- Jean-Louis Curtis: La Moitié du chemin, éd. Flammarion.
- Jean Dutourd : Mémoires de Mary Watson, éd. Flammarion.
- Patrick Grainville: Le Dernier Viking, éd. du Seuil.
- JMG Le Clézio: Désert.
- Nathalie Sarraute: Enfance.
- Michel Tournier: Gaspard, Melchior et Balthazar, Gallimard, 16 octobre.

#### Auteurs traduits
1. Umberto Eco (italien): Le Nom de la rose.
2. Doris Lessing (anglaise): Le Carnet d'or, éd. Le Livre de poche. Prix Médicis étranger
3. William Styron (anglais): Le Choix de Sophie.

## Principales naissances
- 8 avril : Marion Montaigne, auteure de bande dessinée
- 9 juillet : Francesco Gungui, écrivain italien.
- 6 octobre : Djalla-Maria Longa, écrivaine française

Date indéterminée
- Perrine Leblanc, écrivaine québécoise

## Principaux décès
- 3 janvier : Joy Adamson, écrivain et naturaliste américain (° 20 janvier 1910).
- 2 mars : Jarosław Iwaszkiewicz, 86 ans, écrivain et dramaturge polonais (° 20 février 1894).
- 15 avril : Jean-Paul Sartre, écrivain et philosophe français (° 21 juin 1905). Ses obsèques rassemblent plus de 30 000 personnes au cimetière du Montparnasse.
- 24 avril :  Alejo Carpentier, romancier et musicologue cubain (° 26 décembre 1904).
- 30 septembre : B. R. Bruss, écrivain français, mort à 84 ans.
- 2 décembre : Romain Gary, écrivain français (° 8 mai 1914).